# Polygala obliqua
Polygala obliqua är en jungfrulinsväxtart som beskrevs av Pendry. Polygala obliqua ingår i släktet jungfrulinssläktet, och familjen jungfrulinsväxter. Inga underarter finns listade i Catalogue of Life.